# Nowe Bagińskie
Nowe Bagińskie – wieś w Polsce położona w województwie podlaskim, w powiecie bielskim, w gminie Wyszki.
Wsie Nowe Bagińskie i Stare Bagińskie wchodzą w skład sołectwa Bagińskie.
W latach 1975–1998 miejscowość administracyjnie należała do województwa białostockiego.
Wierni kościoła rzymskokatolickiego należą do parafii św. Stanisława w Topczewie.